# Horologica bicolor
Horologica bicolor là một loài ốc biển, động vật chân bụng trong họ Cerithiopsidae. Nó được Laseron mô tả năm 1956.